# Руд
Руд (англ. rood) — одиниця площі в англійській системі мір. Довжина однієї сторони прямокутної площі в 1 руд становить 1 Фурлонг (201,168 м), а друга сторона має довжину в 1 род (5,0292 м).
1 руд = 1/4 акра = 40 квадратних родів = 1011,7141056 м 2.